# 270
Het jaar 270 is het 70e jaar in de 3e eeuw volgens de christelijke jaartelling.

## Gebeurtenissen

### Italië
- Keizer Claudius II ("Gothicus") overlijdt aan de pest, terwijl hij voorbereidingen treft voor een veldtocht tegen de Vandalen in Pannonië. Zijn jongste broer Quintillus volgt hem met steun van de Senaat op.
- Quintillus verdedigt Noord-Italië tegen de plunderende Goten en pleegt zelfmoord. Hij wordt opgevolgd door Aurelianus die zich onderscheidt als tweede in een rij van succesvolste "soldatenkeizers".

### Europa
- Victorinus, keizer van het Gallische keizerrijk, belegert Augustodunum (Autun). Na een belegering van 7 maanden wordt de stad geplunderd.
- De Romeinen verlaten Traiectum (huidige Utrecht). Het castellum bezet door auxilia (huurtroepen), wordt overrompeld door Germaanse stammen.

### China
- De Chinezen vinden het buskruit uit, het explosieve mengsel (zwavel, houtskool en kaliumnitraat) wordt voornamelijk gebruikt om vuurwerk mee af te schieten.

### Japan
- Ojin (r. 270 - 310) bestijgt als de 15e keizer van Japan de troon.

## Geboren
- 20 november - Maximinus II, keizer van het Romeinse Rijk (overleden 313)

## Overleden
- Claudius II "Gothicus" (55), keizer van het Romeinse Rijk
- Plotinus (66), Grieks filosoof en grondlegger van het neoplatonisme
- Quintillus, keizer van het Romeinse Rijk